# Theobald Böhm
Theobald Böhm albo Boehm (ur. 9 kwietnia 1794 w Monachium, zm. 27 listopada 1881 tamże) – niemiecki wynalazca i budowniczy fletów, także flecista i kompozytor.

## Życiorys
Böhm udoskonalił konstrukcję fletu poprzecznego, m.in. ułatwił aplikaturę dzięki dźwigniom poruszających klapami. Do budowy instrumentów wykorzystywał, zamiast drewna lub kości słoniowej, srebro. Flety z modyfikacjami Boehma osiągnęły większą siłę dźwięku oraz równą barwę w całej swojej skali. Znalazły one zastosowanie we współczesnej orkiestrze.
Jako kompozytor Böhm pisał m.in. koncerty; część utworów posiada charakter dydaktyczny.
Został pochowany na Starym Cmentarzu Południowym w Monachium.